# Zafar Imam
Zafar Imam (bengalisch জাফর ইমাম, geb. 13. Dezember 1947 in Feni, Bangladesch) ist ein Politiker in Bangladesch. Er gehört der Awami-Liga an und war Abgeordneter für den Wahlkreis Feni-1.

## Leben
Imam diente bei den Mukti Bahini (মুক্তিবাহিনী, „Freiheitskämpfer“) im Bangladesch-Krieg, unter anderem in der Schlacht von Belonia Bulge (Battle of Belonia Bulge). Er wurde für seinen Einsatz im Krieg mit einer Bir Bikram-Medaille ausgezeichnet. Er wurde 1986 als Kandidat für die Awami-Liga und für den Wahlbezirk Feni-11 ins Parlament gewählt.